# Czesław Hulanicki

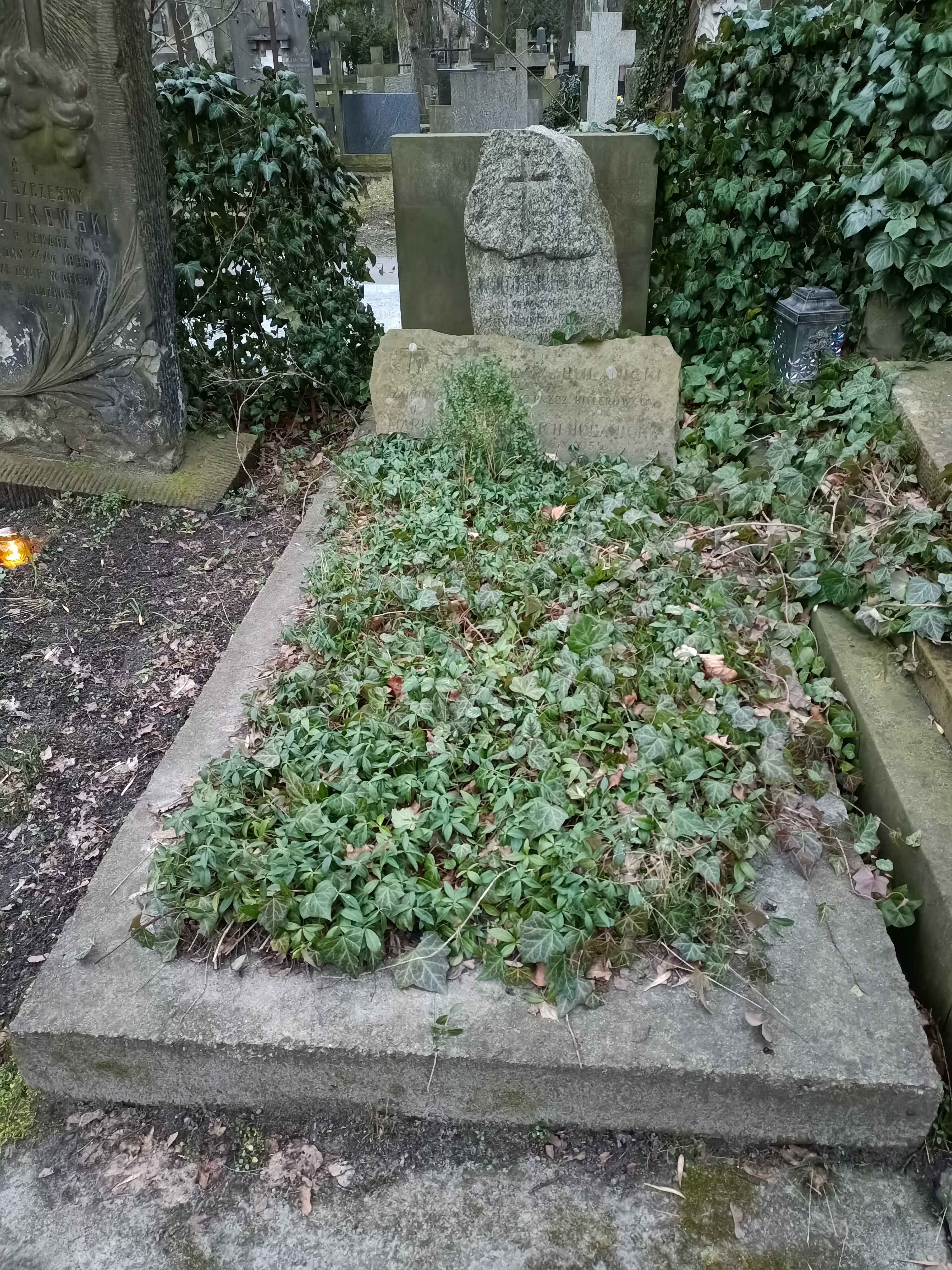
Grób Czesława Hulanickiego na Cmentarzu Powązkowskim

Czesław Hulanicki ps. Cz. Hul., Karaś, Cz. Thiel. (ur. 14 maja 1867 w Warszawie, zm. 25 sierpnia 1932 tamże) – polski działacz ruchu robotniczego, członek II Proletariatu, PPS, III Proletariatu, SDKPiL, publicysta, tłumacz, współorganizator pierwszego obchodu święta majowego w Warszawie.

## Pochodzenie, dzieciństwo i  młodość
Urodził się w rodzinie szlacheckiej jako syn Edwarda Hulanickiego (ur. 1816, zm. 26 stycznia 1869), pisarza sądowego oraz Julii z Freyerów (1835–1913). Ojciec pochodził z Olbierzowic, był synem Stanisława, pisarza hipotecznego oraz Marianny z Przecławskich. Matka Czesława pochodziła z luterańskiej rodziny związanej z medycyną i farmacją. Jej przodkowie wywodzili się z Dolnego Śląska, skąd wyemigrowali do Rzeczypospolitej w XVIII wieku. Była wnuczką Jana Bogumiła, profesora Uniwersytetu Warszawskiego, córką warszawskiego lekarza Jana Karola i siostrą farmaceuty Antoniego.
Został ochrzczony 23 maja 1867 w kościele rzymskokatolickim pod wezwaniem Nawiedzenia Najświętszej Marii Panny w Warszawie. Uczęszczał do gimnazjum w Radomiu (którego nie ukończył), a następnie do prywatnej szkoły handlowej Leopolda Kronenberga w Warszawie. Tam działał w tajnym marksistowskim kółku samokształceniowym założonym przez Ludwika Kulczyckiego i Stanisława Kassjusza. W oparciu o kółko „kronenberczyków” powstał II Proletariat, w którym Hulanicki także był aktywny. Wówczas poznał Różę Luksemburg i Juliana Marchlewskiego. W owym czasie w jego mieszkaniu w Radomiu mieściła się tajna drukarnia partyjna.

## Okres działalności politycznej i zawodowej
W 1889 ukończył szkołę handlową Kronenberga i znalazł zatrudnienie jako pisarz sądowy. W 1890 był współorganizatorem pierwszego na ziemiach polskich (i równocześnie pierwszego w całym Imperium Rosyjskim) obchodu święta pierwszego maja. Oprócz Hulanickiego organizatorami byli także Stanisław Padlewski, Marcin Kasprzak, Stanisław Trusiewicz, Stanisław Kassjusz, Bolesław Jędrzejowski i Stanisława Motz-Abramowska. W dzień obchodu został aresztowany i osadzony w X Pawilonie Cytadeli Warszawskiej. 8 kwietnia 1891 skazany na 2 lata więzienia i 2 lata zakazu pobytu w Królestwie Polskim, a w maju tego roku przetransportowany do petersburskiego więzienia Kriesty w celu odbycia kary. W 1892 z powodu strajku głodowego przebywał w szpitalu. Dzięki staraniom matki, car w czerwcu 1893 zezwolił na odbycie przez Hulanickiego reszty kary w Warszawie. Po wyjściu na wolność krótko przebywał w Derbencie w Dagestanie, gdzie stacjonował jego brat Józef, oficer armii carskiej.
Od 1895 ponownie w kraju. Działał w PPS, przez co był represjonowany przez władze. Nękany rewizjami udał się za granicę wraz z narzeczoną Marią Rościszewską (późniejszą żoną Witolda Jodko-Narkiewicza). Zamieszkali w Genewie, tam działał Związku Zagranicznym Socjalistów Polskich. W 1895 na II Zjeździe ZZSP stanął w obronie Marcina Kasprzaka, bezpodstawnie posądzonego przez kierownictwo PPS o współpracę z władzą carską. W 1897 wrócił do Warszawy.
W stolicy pracował w księgowości kilku pism warszawskich oraz pełnił funkcje w różnych stowarzyszeniach. W 1899 zawarł związek małżeński z Pauliną Rościszewską (1871–1961), siostrą jego byłej narzeczonej, nauczycielką i działaczką postępowego ruchu oświatowego. W 1907 na krótko aresztowany. Od 1908 Hulanicki był zawodowo związany z dziennikarstwem. Pisał do prasy codziennej, publikował także w tygodnikach Społeczeństwo i Życie Warszawskie. Ponownie aresztowany na kilka dni w 1913 za udział w organizowanej przez SDKPiL i PPS-Lewicę kampanii o ubezpieczeniu robotników.
Był współzałożycielem Stowarzyszenia Byłych Więźniów Politycznych i jego członkiem w latach 1919–1926. Wystąpił z jego struktur po tym, jak prezes stowarzyszenia w bufecie sejmowym spoliczkował posłów komunistycznych Stefana Królikowskiego i Stanisława Łańcuckiego, a stowarzyszenie nie potępiło tego zachowania. W latach dwudziestych należał także do Warszawskiej Kasy Chorych.
Był redaktorem Naszej Trybuny, Ubezpieczeń Społecznych i Sprawy Ubezpieczeń Społecznych.

## Państwo a rewolucja
W 1919 wydano rozprawę Włodzimierza Lenina Państwo a rewolucja w polskim tłumaczeniu autorstwa Hulanickiego. Nie był to pierwszy przekład tego dzieła na język polski (po raz pierwszy wydano je po polsku w 1918 w Moskwie, nakładem Centralnego Komitetu Wykonawczego grup SDKPiL w Rosji), była to jednakże pierwsza wydana na ziemiach polskich książka Lenina. Rozprawa w przekładzie Hulanickiego miała nieco zmieniony tytuł w stosunku do oryginału – Państwo i rewolucja. Przekład opatrzony został przedmową i posłowiem Ludwika Kulczyckiego, które w tonie wysoce krytycznym omawiały ideologię i działalność bolszewików. Ludwik Hass twierdził, że Hulanickiego i Kulczyckiego przy tej współpracy wydawniczej cechowały odmienne cele. Hulanicki, wierny zasadom marksizmu i internacjonalizmu, dokonując przekładu chciał przybliżyć myśl leninowską polskiemu odbiorcy, podczas gdy Kulczycki, wówczas przeciwnik rewolucji, przy pomocy swojego obszernego omówienia chciał temu zapobiec. Przedmowa i posłowie Kulczyckiego prawdopodobnie umożliwiły legalne wydanie utworu w Polsce, na co wskazywać może również zawarta w posłowiu wypowiedź samego Kulczyckiego o tym, że pisząc wstęp do książki, „czyni zadość żądaniom wydawców”.
Zupełnie nie po myśli Kulczyckiego potoczyły się jednak losy recepcji polskiego wydania wśród lewicowych obiorców. Jak wspominała Żanna Kormanowa:

... wydanie było łapczywie rozchwytywane i czytane, a te egzemplarze, które pamiętam z młodzieżowego ruchu komunistycznego, krążyły bez kart tytułowych i z oddartym wstępem i posłowiem.

Również według Ludwika Hassa wydanie to przez lata było jednym z „podstawowych marksistowskich podręczników”.
W 1927 nakładem Spółdzielni Księgarskiej „Książka” pojawiło się drugie wydanie rozprawy Lenina w poprawionym przekładzie Hulanickiego, opatrzone obszernymi przypisami. Tym razem tytuł był wiernym tłumaczeniem oryginału (Państwo a rewolucja. Nauka marksizmu o państwie a zadania proletarjatu podczas rewolucji), wydanie nie zawierało też przedmowy ani posłowia Kulczyckiego.

## Charakter i poglądy
Już w 1895 Józef Piłsudski określił go jako „strasznego narwańca”. Jeszcze jako członek PPS miał zatarg z Wacławem Podwińskim, który skończył się sądem partyjnym. Zarzuty Hulanickiego, jakoby Podwiński naruszył zasady konspiracji, nie zostały podtrzymane. W 1897 Hulanicki wystąpił z PPS z powodu różnic ideologicznych, które ujawniły się na zjeździe PPS w Wilnie, na którym w reakcji na internacjonalistyczne hasło żądania konstytucji dla Rosji i Polski, Stanisław Wojciechowski i Józef Piłsudski wysunęli kategoryczne żądanie niepodległości Polski. Ostatecznym argumentem przemawiającym za podjęciem decyzji o opuszczeniu struktur PPS była sprawa Marcina Kasprzaka, przyjaciela Hulanickiego, niesłusznie oskarżonego przez partię o współpracę z caratem. Hulanicki wspominał:

Po ataku zaś na Kasprzaka na zjeździe w Genewie, poczuliśmy się wśród pepesowców obco i po krótkim czasie zmuszeni byliśmy zerwać z PPS.

Wielokrotnie występował przeciw antysemityzmowi. Po opublikowaniu w 1915 w Opinii Żydowskiej artykułu wymierzonego przeciwko hasłom podżegającym do nienawiści wobec Żydów, został usunięty z Towarzystwa Literatów i Dziennikarzy Polskich. Zapytany w wywiadzie o stosunek proletariatczyków do Żydów, odparł:

Dla nas właściwie nie istniał ani Żyd, ani Polak, ani Rosjanin, ani Niemiec. Wszyscy byliśmy braćmi-towarzyszami, walczącymi o wyzwolenie proletariatu z ucisku politycznego i ekonomicznego.

Na łamach prasy, a następnie w postaci samodzielnych broszur, uprawiał ostrą krytykę stosunków wewnętrznych (personalnych i finansowych) panujących w organizacjach, których był członkiem. W 1912 wydał pierwszą broszurę, traktującą o nadużyciach w Warszawskim Związku Roboczym oraz Stowarzyszeniu Techników w Warszawie, z których został zwolniony po domaganiu się reform. W latach dwudziestych prowadził kampanię w prasie o poprawę stosunków w Kasach Chorych. W 1927 wydał kolejną demaskatorską broszurę, w której opisał sposób zarządzania Warszawską Kasą Chorych przez jej kierowników. Spowodowało to wieloletnie procesy sądowe o zniesławienie, wytoczone Hulanickiemu przez osoby dotknięte treścią jego publikacji. W ostatniej wydanej przez niego broszurze Przywódcy proletarjatu w świetle wyroków sądowych oskarżył osoby związane z PPS o korupcję i obłudę polityczną. W czerwcu 1931 został napadnięty na ulicy przez Piotra Jagodzińskiego, który został niepochlebnie opisany w tej publikacji. Według różnych źródeł został wówczas spoliczkowany, opluty bądź uderzony pięścią między oczy.
Po wieloletniej współpracy został w 1916 usunięty z „Kuriera Porannego” z powodu płomiennego przemówienia o ośmiogodzinnym dniu pracy, wygłoszonego na zebraniu Związku Zawodowego Drukarzy, Odlewaczy Czcionek i Pokrewnych Zawodów.
W swoich artykułach wyrażał poglądy antyklerykalne, występował przeciwko korupcji i bronił praw robotników. Krytycznie odnosił się do prawego skrzydła polskiego ruchu socjalistycznego. Przywódców PPS nazywał „dusicielami energii i zapału proletariatu”, oskarżał ich o karierowiczostwo, oszustwa polityczne i nazywał łowcami synekur. Z tego powodu Ludwik Krzywicki w swych Wspomnieniach opisał Hulanickiego następująco: „pieniacz na ławie szkolnej, pozostał pieniaczem do końca dni swoich, trawiony pretensjami do wszystkich i obarczający ich najniedorzeczniejszymi zarzutami”.

## Śmierć i pochówek
Od listopada 1928 Hulanicki był na rencie dla byłych skazańców politycznych. Zmarł w 1932 po dłuższej chorobie.  Władze kościoła rzymskokatolickiego początkowo odmówiły pochówku na cmentarzu katolickim. Ostatecznie zezwolono na złożenie zwłok w kwaterze dla samobójców i bezwyznaniowców na Cmentarzu Bródnowskim. Podczas pogrzebu obecna była policja, która nie dopuściła do przemówień nad grobem. W latach sześćdziesiątych ciało Hulanickiego ekshumowano i pochowano na Cmentarzu Powązkowskim (kwatera Y, rząd 2, grób 6). Ze związku z Pauliną z Rościszewskich pozostawił po sobie córkę Julitę (po mężu Otrębska, 1903–1991).